# Paisagem virtual
Paisagens virtuais são territórios informativos caracterizados por uma despersonalização e desmaterialização do território em si, transferindo-o para uma esfera intangível, porém manuseável a partir de acessórios tecnológicos que intermediam a relação humana, possibilitando uma relação atópica com o habitar.

## Mundo como habitar fictício
Esta vertente de paisagem virtual trata o habitar atópico como um ambiente fictício, ou seja, uma representação virtual do real e de suas relações, sem uma intersecção entre eles.
Esta espécie de simulacro do real, que, de acordo com pensadores como Jean Baudrillard e Paul Virilio, pode ser entendida como uma espécie de cidade imaterial, composta por bits e imagens na tela de um computador, criando um habitat desvinculado com a realidade como a entendemos.

### Cidades virtuais
Second Life é um simulador de vida virtual criado pela Linden Lab. Funcionando como uma grande rede social com gráficos em 3D, o Second Life tem como diferencial seu sistema de retroalimentação, no qual os próprios usuários expandem os limites do jogo, diferenciando-se da realidade apenas por se hospedar em um ambiente virtual, sem paralelo no mundo físico.

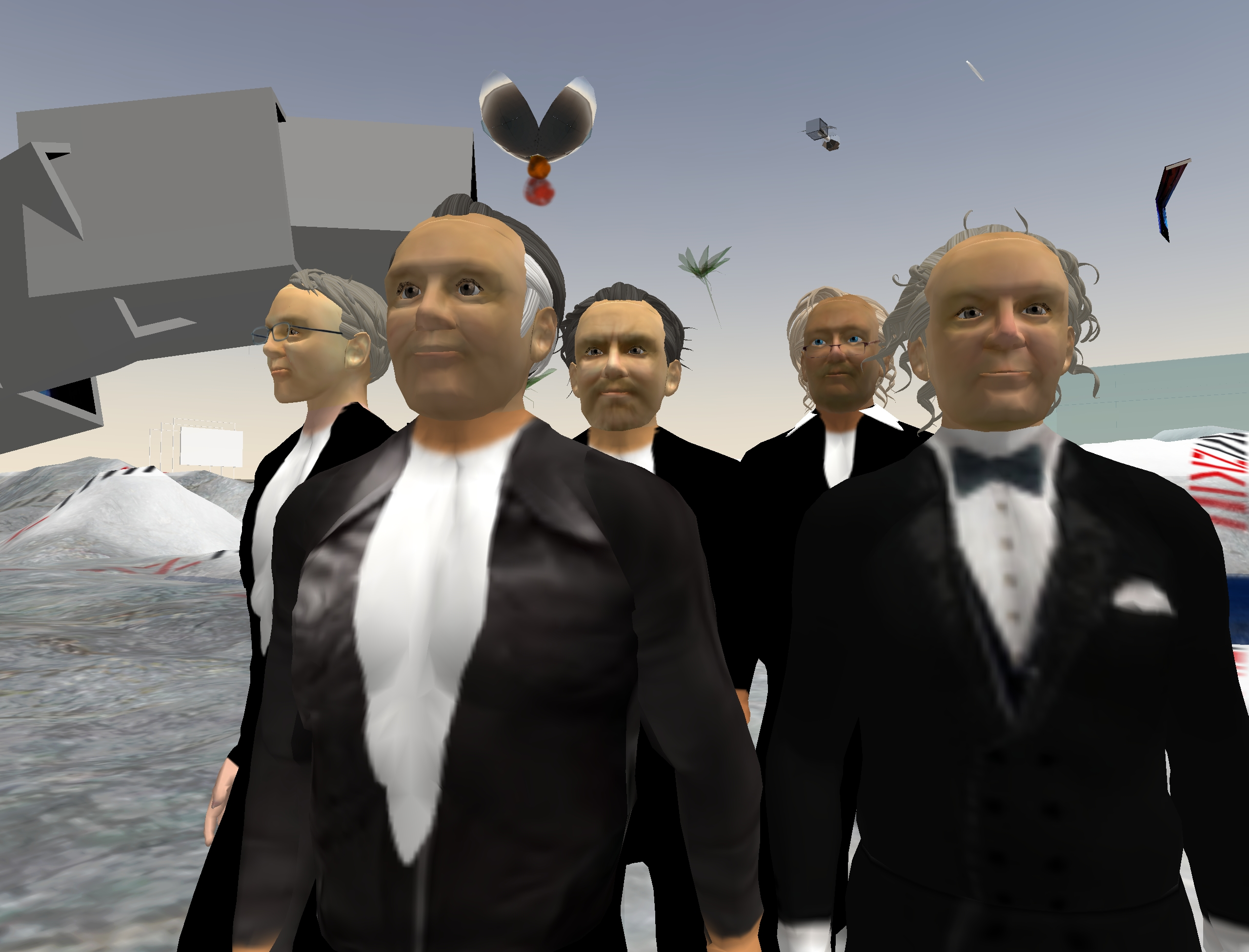
Avatares interagindo no jogo Second Life.

The Sims Online é uma tentativa da Eletronic Arts em ampliar o horizonte do jogo The Sims (simulador virtual onde o jogador tem como objetivo mudar a vida de seus personagens) para o ambiente online. Devido a falta de moderação, o jogo foi descontinuado em abril de 2008.

### Digitalização dos espaços urbanos
Indo na contramão das cidades virtuais, a segunda modalidade de paisagem virtual proposta por Massimo Di Felice, em seu livro Paisagens Pós-urbanas, versa sobre um adendo virtual ao ambiente tangível.
Não trata de uma substituição do ambiente físico pelo virtual, e sim de uma expansão do real para o virtual, ou seja, um ambiente físico transfere para o virtual sua base de dados com informações úteis para quem pretende conhecê-lo pessoalmente ou realiza uma pesquisa a seu respeito.
Uma cidade que transporta para um domínio online informações sobre serviço, horários de funcionamento de lojas, passagens de ônibus, entre outros, está criando uma extensão de si, funcionando como um complemento ao real, possibilitando que pessoas que não estejam presente em sua estrutura física possam manter contato com seu cotidiano.
Pode-se aplicar este conceito a outros locais que não sejam cidades. Instituições podem fazer uso dessa ferramenta para priorizar alguns tipos de serviço. Temos, como exemplo, o caso da Delegacia Eletrônica da Secretaria de Segurança Pública do Estado de São Paulo. Nela, o usuário tem acesso a serviços que não teria em uma delegacia física, como fazer um boletim de ocorrência sobre perda ou furto de documentos, desaparecimento de pessoas, entre outros. Os dados enviados pelo site são analisados por policiais, que logo entram em contato com o declarante para que sejam tomadas as providências cabíveis. Desse modo, há um desafogamento das delegacias físicas através de um ambiente virtual.
Outro exemplo pode ser dado pela digitalização do acervo de bibliotecas físicas, permitindo ao usuário um contato com as obras sem a necessidade de se locomover até o local. A Universidade de São Paulo, a partir de acervo doado pelo bibliófilo José Mindlin, possui o projeto de digitalização do acervo em domínio público da Biblioteca Brasiliana. Atualmente seu prédio está em construção, existindo somente no plano virtual. 

### Território digital
Além deste movimento de expansão do real para o virtual através da digitalização dos espaços urbanos, diversas informações sobre os espaços físicos são disponibilizadas na rede pelos usuários. Esta disponibilização acontece de forma cada vez mais acelerada e abundante. Os territórios digitais são representações virtuais de lugares reais cuja disponibilidade de informações extrapolam os limites físicos dos ambientes reais permitindo uma nova percepção na relação espaço x lugar.

#### Características
Com o expressivo aumento dos dispositivos móveis e seus aplicativos, a disponibilidade de informações e a velocidade do compartilhamento cresce muito rapidamente. Informações em tempo real sobre o trânsito que funcionam a partir do compartilhamento de informações sobre o transito em aplicativos de mapas como o Waze e o Google Maps, fotos e vídeos compartilhados com o georreferenciamento são fatores que tornam a digitalização do território bastante relevantes atualmente. 
Considerando a expansão da digitalização dos territórios para além dos espaços urbanos, temos referências quase que simultaneamente de diversos ambientes. Pode-se acompanhar o desmatamento da floresta amazônica ou o degelo das calotas polares através de sites e vídeos que disponibilizam informações deste tipo como por exemplo o site Ciencia-online

#### Territórios físicos vs territórios digitalizados (TD)
Territórios físicos são áreas com contorno delineado por uma fronteira, inicialmente se referiam apenas a algum pedaço de terra. Cada território pode ser considerado um espaço físico e através de sua referência, pode ser detectado a qualquer momento em algum ponto fixo. Os elementos reais e digitais de TD no entanto, podem coexistir em locais diferentes. Apesar de que qualquer elemento digital é gravado em um disco rígido ou outro meio que tem uma substância física específica, a localização pode mudar com o tempo se o dispositivo é móvel.
Um território físico tem uma quantidade mensurável de elementos que estão guardados dentro de suas fronteiras. No entanto, os elementos de um TD são ativos, ao contrário dos objetos normalmente passivos encontrados em territórios do mundo real. Até mesmo objetos tradicionalmente passivos podem tornar-se elementos ativos quando reforçados por referências dinâmicas. Elementos transitórios, como atividades ou procedimentos, podem agora tornar-se elementos do TD.
Desta forma, é possível tornar um processo físico e incontrolável, como, por exemplo, o degelo global, um processo controlado e monitorado como visto no exemplo do site Ciencia-online.
No mundo real, os limites são claramente marcados por sinais aceitos e compreensíveis por pessoas de fora. Marcadores são usados para denotar o controlador do espaço, o grau de controle, o uso do mesmo e os procedimentos que uma pessoa de fora deve seguir, a fim de entrar no território (bem como que pode ser concedido tal direito e por que razões).
A visão no TD é possível graças a progressos no desenvolvimento de importantes áreas de tecnologia, como a microeletrônica (por exemplo, a miniaturização, consumo de energia), as tecnologias de comunicação e de rede (por exemplo, banda larga e redes sem fio), materiais inteligentes (por exemplo, bio-implantes) e agentes inteligentes (por exemplo, de sensibilização e de ontologias de contexto). Novas redes sem fio possibilitam o acesso à internet através de um dispositivo portátil (laptop, PDA, PC Pocket, etc.) compatível com a tecnologia Wi-Fi. No Brasil, apesar de que o Wi-Fi ainda está começando a se desenvolver, há um bom potencial e já existe grande disponibilidade de acesso às redes, principalmente nos grandes centros urbanos, além do acesso móvel oferecido pelas grandes empresas de telefonia que vêm expandindo a disponibilidade de conexão no interior do país.
Ao digitalizar um domínio, bem como os seus limites, a visão de Territórios Digitais (TD) introduz a noção de território, a propriedade e a distância em um ambiente digital. A visão de Territórios Digitais além de tudo é uma nova metáfora, necessária para o novo carácter de espaço.

#### Exemplos de programas internacionais de digitalização dos territórios
A agência espacial NASA está lançando o satélite Soil Moisture Active Passive (SMAP), que vai ser responsável pelo mapeamento e monitoramento de umidade do solo, inclusive a disponibilidade de água na planeta. Além disso, SMAP vai ser capaz de detectar o congelamento no inverno e o degelo na primavera. Isso deve permitir que os cientistas determinem quanto de carbono as plantas usam da atmosfera a cada ano. Além de tudo, esses dados vão ser usados para entender o processo que liga a água, energia e ciclos do carbono, e para desenvolver os melhores modelos de previsão do clima. Digitalizando a planeta inteira, os cientistas vão ter a possibilidade de tentar controlar melhor tudo, que antes parecia incontrolável. 
Um outro projeto também, desenvolvido pela NASA, chama-se SMOS (Soil Moisture and Ocean Salinity) e ele está pronto para observar medir a quantidade de sal nos oceanos e analisar a composição de água. Graças ao melhor entendimento de composição aquática e
umidade do solo, a previsão do tempo vai ser mais correta e assertiva.

### A intersecção do espaço físico com o virtual

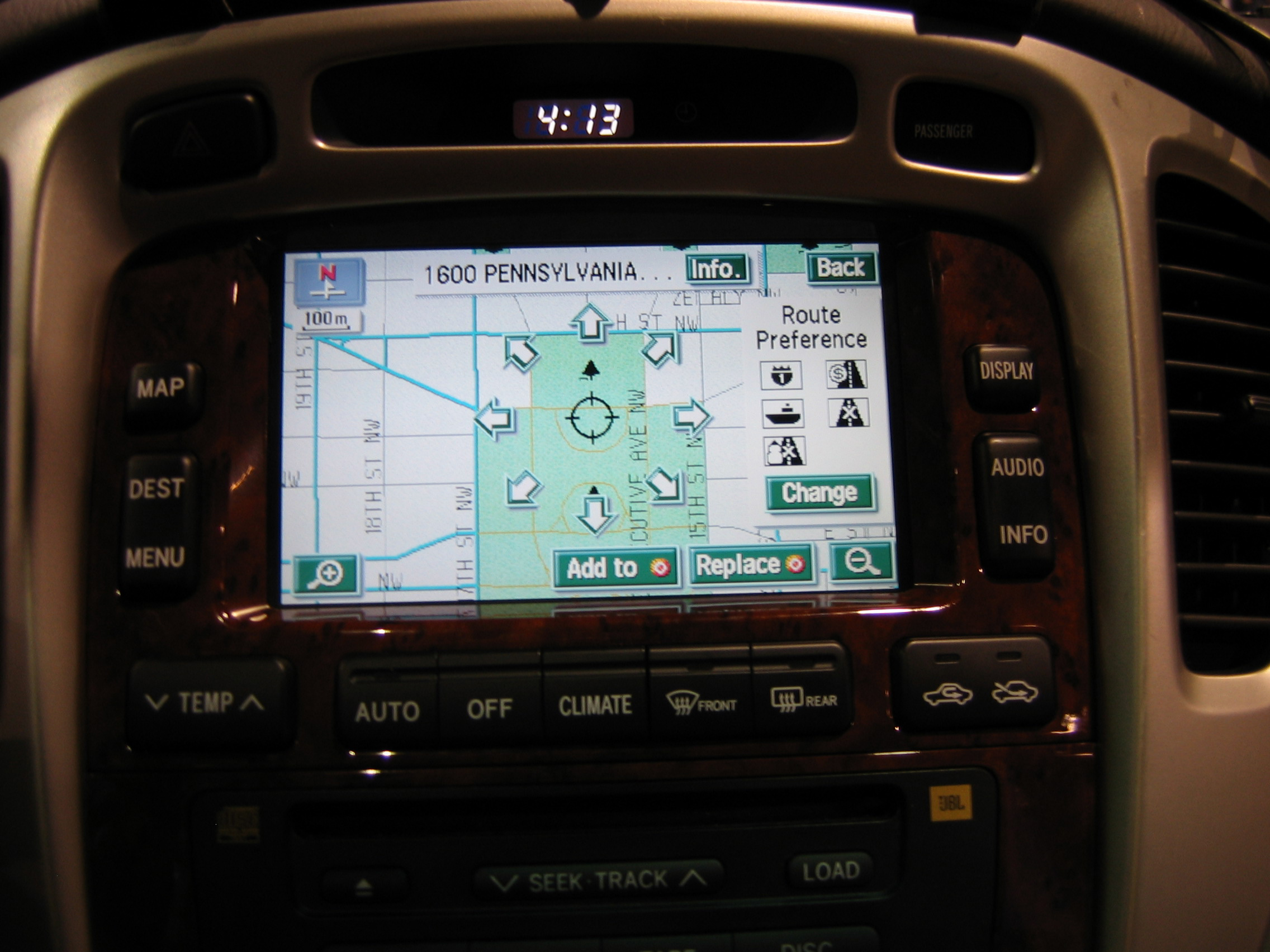
GPS automotivo.

As consoantes intersecções do espaço físico com o virtual merecem destaque nos dias atuais. Tecnologias que nos permitem localizar-nos em um ambiente real estão cada vez mais conectadas ao nosso dia a dia.
Cada vez mais fazemos uso da tecnologia disponível via satélite (Global Position System, ou, em português, sistema de posicionamento global) em dispositivos móveis para fins triviais diários. Foi-se o tempo em que a localização através de coordenadas geográficas se limitava a militares e governantes, ou mesmo estava disponível em acessórios de difícil aquisição pela população em geral.
Pequenos aparelhos, podendo tanto ser dedicados, como os pequenos dispositivos que são agregados junto ao painel de carros, como aplicativos em celulares, permitem, a partir de uma interface tradutora de um sinal triangulado via satélite, o estabelecimento de rotas de acesso de maneira quase imediata independente da localização inicial.
Esta interação entre o real e o virtual não pode ser entendida de modo autônomo uma da outra, visto tratar-se o virtual de um complemento do real, algo que se associa e depende dele, simultaneamente. Só temos as rotas traçadas via GPS por conta da sua materialidade. “[...] as imagens do display não são completamente irreais nem idênticas ao território.”. Elas estão na fronteira entre o real e o virtual, partindo de uma base real, reflete a sua interpretação para uma base virtual, porém aplicável ao mesmo real de onde foi extraída a informação primeira, quebrando a relação “cópia-original”.